# Kroniky prachu
Kroniky prachu (německy Animant Crumbs Staubchronik) je román pro mládež, který napsala německá spisovatelka Lin Rina. Román vznikl původně na platformě wattpad. V německém originále kniha vyšla v roce 2017, v překladu do češtiny pak v roce 2019. Šlo o první autorčinu knihu vydanou v českém jazyce. Na Kroniky prachu navázala v roce 2020 bonusová sbírka Kroniky prachu: pár stránek navíc…, která obsahuje epizodní příběhy, dopisy a autorčiny poznámky ke knize. Ve stejném světě se také odehrává další autorčina kniha Kufr z nebe, ve které jsou hlavními hrdiny Elisa a hodinář Jamie Lennox.

## Obsah
Příběh se odehrává v Anglii v 90. letech 19. století. V té době u mladých slečen bylo nejdůležitější dobře se provdat. A tak i matka devatenáctileté Animant si pro svou dceru vysnila stejnou cestu životem. Krásné šaty, nekonečné plesy, plané řeči a na konec ideální manžel. Jenže Animant to vidí naprosto odlišně. Jí je svět pozlátka naprosto lhostejný a nejraději by si celé dny jenom četla. Knižní příběhy jsou pro ni totiž mnohem zajímavější než bezduché konverzace, kde nikdo nedokáže ocenit její důvtip a sarkasmus, nebo hledání vhodného partnera. Jednoho dne se jí naskytne možnost odejít od toho všeho pryč. Její strýc hledá někoho vhodného do univerzitní knihovny. Nabídce pracovat jeden měsíc v knihovně neodolá, a tak plna očekávání opouští nudné provinční městečko a odjíždí do Londýna. Jenomže obklopená tolika knihami se jen těžko soustředí na své pracovní povinnosti a celou situaci jí neulehčuje ani vrchní knihovník, kterého všichni považují za toho nejprotivnějšího muže na světě. O to větší je pro Animant překvapení, když v ní začne probouzet city, které nikdy předtím neznala a se kterými jí neporadí ani ta nejučenější kniha.

## Postavy
- Animant Crumbová - má věk na vdávání, ale sama si vdavky nedovede představit, plesy ji nelákají, zato knihy jsou její vášní
- Thomas Reed - knihovník, který svým chováním odpuzuje všechny zaměstnance a je stále sám, nikoho si nepouští k tělu
- Elisa Hamilltnová - studentka, která ale kvůli svému pohlaví nemůže číst lepší literaturu ke studiu a díky tomu se spřátelí s Animant
- pan Boyle - mladík s vybraným chováním, který je naprosto okouzlený Animant

## Interpretace
V díle se autorka zaměřila na viktoriánskou Anglii. Hlavní hrdinku Animant staví do role silné ženy, která umí používat svou hlavu a nehodlá se podřídit společenským zvykům. Animant se chce vzdělávat a mít možnost se rozhodnout o své budoucnosti. Rozhodně nechce, jako většina dívek v té době, se vdát, mít děti, starat se o domácnost a být ozdobou svého manžela. V pozadí hlavního příběhu se odehrává jiný, který poukazuje na další ženu jménem Elisa, která touží po jiném osudu stejně jako Animant, a proto studuje na jediné anglické univerzitě pro ženy. Studium je však velmi omezené, a to z důvodu, aby dívky nebyly sečtělejší než muži. Lin Rina vedle hlavní romantické linky, která je velmi pomalá, poukazuje na emancipaci tehdejších žen, právě pomocí těchto dvou postav.

## Přijetí díla
Kniha vyšla v roce 2017 a na českém trhu se objevila o dva roky později. Hned si získala oblibu u mladých čtenářů. Rok poté se do českého jazyka přeložil dodatek. Kniha byla nominována v HumbookAwards do kategorií nejhezčí obálka roku a nejlepší romantická linka. V kategorii nejhezčí obálka roku získala druhé místo a v kategorii nejlepší romantická linka první místo. Ve čtenářské anketě Kniha roku nadačního fondu Čtení tě mění román zvítězil v kategorii „nejlepší obálka“. Tiffany Nickolová na webu Kreisbote knihu doporučila proto, že má sobě prvky románů Jane Austenové, které kombinuje s humorem. Česká recenzentka Karin Novotná pak pana Reeda přímo přirovnala k panu Darcymu z Pýchy a předsudku. Za jedinou slabinu knihy považuje naplňování některých „povinných klišé“, například zbytečnou hádku mezi protagonisty před koncem. Jana Mišúnová na webu LaCultura popsala román jako „dokonalé oddechové čtení“, přičemž ocenila především charismatické postavy, mezi kterými je chemie, kvalitu popisů a zároveň čtivý styl.